# 原右膳
原 右膳（はら うぜん、1784年〈天明4年〉 - 1864年3月28日〈元治元年2月21日〉）は、江戸時代の医師、教育者。幼名は原順吾。吉益家門人ののち、華岡青洲・春林軒門人となる。

## 経歴
天明4年（1784年）、信濃国飯田城下（現在の長野県飯田市）で生まれる。原家は京都が出自の医者の家系であり、飯田を経て、医師の父とともに家族で遠江国周智郡領家村水久保（現在の浜松市天竜区水窪町）に移り、医師として開業する。天保8年（1837年）、華岡青洲の師である吉益南涯の古方医学の名家・吉益家の門弟となる。天保12年（1841年）1月23日、紀伊（現在の和歌山県）にある華岡青洲の病院兼医学校「春林軒」に入門し、華岡青洲の子・華岡鷺洲の弟子となり、当時の先端医術である華岡流外科医術を修得して静岡県にもどる。右膳は、病人救済にあたる一方で30歳くらいから寺子屋を開き、没するまでの50年間、貧富を問わず広く教養の指導をした。元治元年（1864年）2月21日、当時としては長寿を全うし、80歳の生涯を遂げた。
子の原玄春（號・槐山または里山）、孫の原貞齋（號・晩翠）、曾孫の原祐太郎と原正雄らが昭和まで代々、医家を継いだ。また、原貞齋の代には、医者に育てた養子を右膳の玄孫・原とよの婿養子にして北海道にて開業した。

## 人物
寺子達の中には礼金を作物などで納める者、右膳の家の手伝いで埋め合わせる者もいた。それもできない貧しい寺子にも、決してわけへだてをするようなことはなく、食事や衣服を与えた。寺子達の教育に謝礼のことなど少しも考えず、知行合一の精神でひたすら奉仕の念をつらぬき、右膳自身の生活も極めて質素であった。右膳の人柄は、寺子達との間に学問ばかりでなく人間的なつながりを深め、社会に出たあとも右膳をたずねて教えを受けた。学んだ者は相当数に及び、政治、経済、産業など各方面に活躍する人材が育った。右膳の没後、寺子達は右膳の徳を慕って大原に筆子塚を建て、業績をたたえた。